# Eva Graungaard
Eva Graungaard (født 7. december 1928, død 20. august 2008) var en dansk læge og tidligere modstandskvinde for BOPA under 2. verdenskrig, efter krigen fortsatte hun som politiske aktiv, i DKP indtil 1956, især som børneretsforkæmper. Hun fik i 1987 Dag Hammarskjölds Fredspris, i 1992 The Albert Schweitzers Price of Medicine.